# Mesochorus bucculentus
Mesochorus bucculentus là một loài tò vò trong họ Ichneumonidae.